# 池北偶談
《池北偶談》又名《石帆亭紀談》，是清代筆記小說，凡二十六卷，王士禎著作。

## 釋題
《池北偶談》之名是取白居易《池北書庫》之意。又因王士禎常與客友聚談於書庫旁的石帆亭，由兒輩記錄整理，所以又名《石帆亭紀談》。

## 內容架構
《池北偶談》成書於康熙四十年（1701年），全書約一千三百條，分成四目。有《談故》四卷，敘述清代典章制度。《談獻》六卷，多記明清兩朝的名臣、畸人、烈女等事蹟。《談藝》九卷，約佔全書篇幅的三分之一，多論文，如論詩主「神韻說」。《談藝》首次记载了泰山燕子石（即三叶虫化石）。《四库全书总目》称“谈艺九卷，皆论诗文，领异标新，实所独擅”。《談異》七卷，共三百九十九篇，專記怪事。

## 外部連結
- 池北偶談 - 開放文學